# 底痕
底痕（英語：sole markings）
是指在地層的底部的沉積結構，通常規模小（厘米級）。這通常在兩種不同岩性和/不同顆粒大小的界面處出現。 一般以模痕被保存在上層地層底部 。 它們的形狀，可以用來判別古水流方向。。
在濁積岩最常見，但也可在河床和潮汐通道沉積環境出現。最常見的有工具痕（英語：tool marks） ，槽模（英語：groove casts），荷重痕（英語：load casts）
.